# هرتسلاکه (زامتگمایند)
هرتسلاکه (به آلمانی: Samtgemeinde Herzlake) یک منطقهٔ مسکونی در آلمان است که در امسلاند واقع شده‌است. هرتسلاکه  ۹٬۸۲۱ نفر جمعیت دارد.